# Chabazit
A chabazit (névváltozata: kabazit, fehér kettős ikerkristályait fakolitnek nevezik) kalciumalapú magasabb víztartalmú alumoszilikát, trigonális vagy hexagonális kristályrendszerű, a zeolitcsoport ásványegyüttesének tagja. Leggyakrabban romboéderes kristályokban, szabályos kockaformákban található. Ikerkristályai is megtalálhatóak, szemcsés halmazokban is előfordul. Gyakori zeolitásvány.

## Kémiai és fizikai tulajdonságai
- Ásványosztály: IV. Szilikátok
- Alosztály: Tektoszilikátok (térhálós szilikátok)
- Képlete: CaAl2Si4O12x6H2O.
- Szimmetriája: a trigonális/hexagonális kristályrendszerben rombos és kocka alakú kristályai több szimmetriaelemet tartalmaznak.
- Sűrűsége: 2,0-2,1 g/cm³.
- Keménysége: 4,5-5,5 (a Mohs-féle keménységi skála szerint).
- Hasadása: rosszul hasad.
- Törése: egyenetlen, rideg ásvány.
- Színe: fehér, sárgás, rózsaszínű, vöröses, halványan zöldes árnyalatai ismertek.
- Fénye: üvegfényű.
- Átlátszósága: átlátszó vagy áttetsző.
- Pora:  színtelen vagy fehér.
- Különleges tulajdonsága:  a levegőn víztartalmának egy részét könnyen leadja. Savakban nem oldódik.
- Kémiai összetétele: (Chabazit-Sr)
- Kálium (K) =2,2%
- Nátrium (Na) =0,9%
- Stroncium (Sr) =8,2%
- Kalcium (Ca) =3,7%
- Alumínium (Al) =11,6%
- Szilícium (Si) =18,9%
- Hidrogén (H) =2,1%
- Oxigén (O) =52,4%

## Változatai
- Chabazit-Ca. Képlete: (Ca0,5,K)(Al2Si4O12)x6H2O. Triklin rendszerű.
- Chabazit-Na. Képlete: (Na,Ca0,5,K)2(Al2Si4O12)x6H2.
- Chabazit-K. Képlete: (K,Na,Ca0,5)(Al2Si4O12)x6H2O.
- Chabazit-Sr. Képlete: (Sr,Ca,K2,Na2)(Al2Si4O12)x6H2O.

## Keletkezése

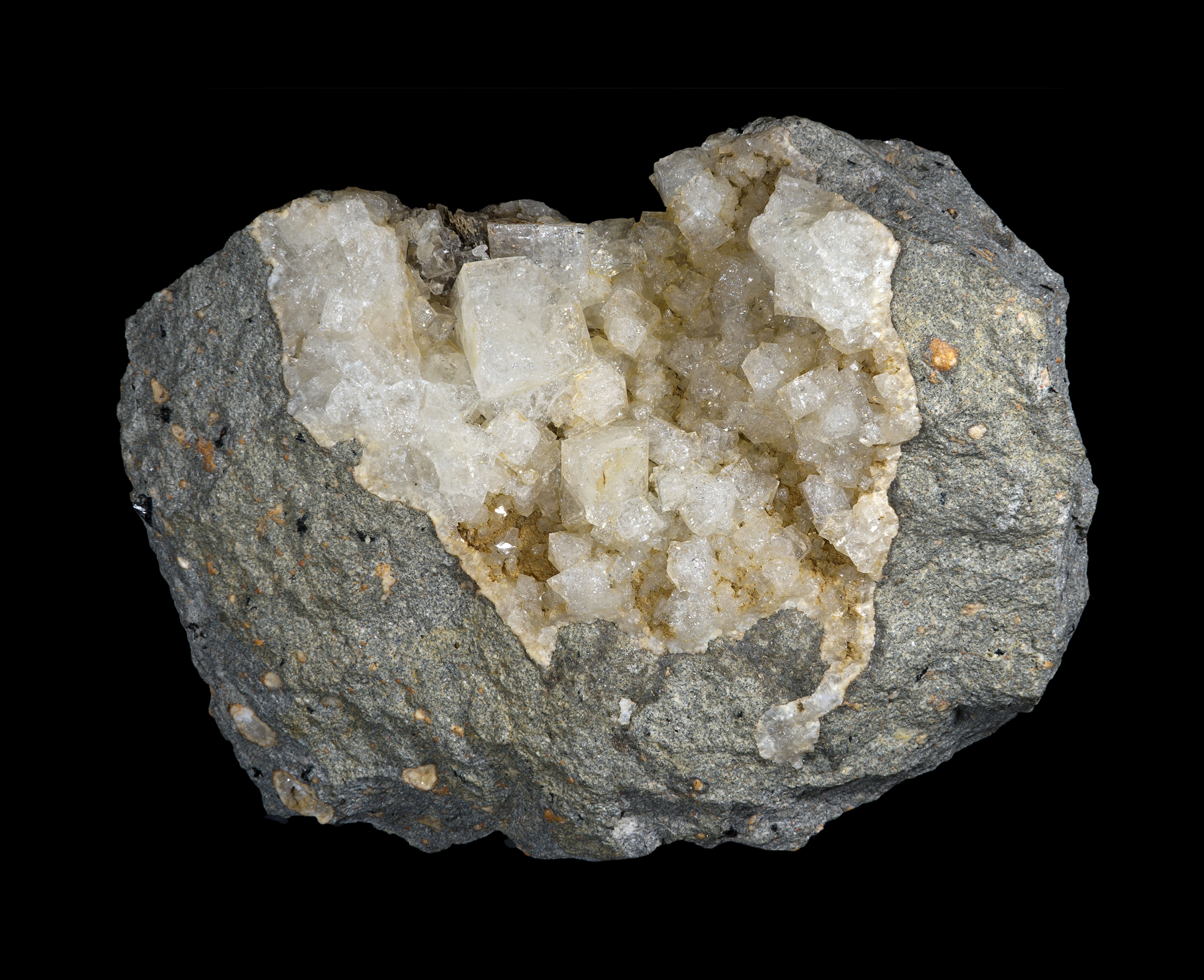
Chabazit kristálycsoport

Hidrotermás képződése során a bazalt hólyagüregekben válik ki, gyakran a repedéseket tölti ki. Andezitekben is gyakran képződik. Esetenként hévvizes környezetben palákban, mészkövekben és agyagokban is keletkezik.
Hasonló ásványok: A kalcit, dolomit és a zeolitcsoport egyes tagjai.

## Előfordulásai
Németországban a Rajna-Pfalz és Saxon tartományok területén, Vogelsberg környékén fordul elő. Ausztriában Dél-Tirolban.
Olaszországban az Elba (sziget) és Szardínia területén. Izlandon és Dánia szigetein. Az Egyesült
Államokban Oregon és New Jersey szövetségi államokban fordul elő. Megtalálható Kanada és Új-Zéland területén is.

## Előfordulásai Magyarországon
Dunabogdány mellett a Csódi-hegy kőfejtőjében több centiméter élhosszúságú sárgás, rózsaszín és fehér kristályai találhatók a biotitos amfiboldácit alapkőzeten.
Nógrád vármegyében Tolmács község határában andezit üregekben és repedésekben szépen fejlett fenn-nőtt kristályok fordulnak elő. Szob határában a világosabb andezit repedései tartalmaznak fejlett romboéderes kristályokat. A Gyöngyösoroszi altáróban és egyéb bányatérségekben nagyszemcsés víztiszta és rózsaszín árnyalatú romboéderes és ikerkristályokat találtak. Parádsasvár közelében a Vadak-orma elnevezésű helyen agglomerátumos andezit-tufa üregeiben nátrolit mellett található chabazit. A Zempléni-hegység északi részén Füzérkomlós határában a működő bányában találnak aprószemcsés chabazit kristályokat. Nemesgulács közelében megnyitott kőbányák gazdagok a szépen fejlett zeolitcsoport ásványaiban, így chabazit is előfordul. Zalahaláp közelében a Halápi-kőbányában ritkábban a Szentgyörgy-hegy keleti oldalán gyakrabban fordulnak elő a chabazit apró víztiszta kristályai.
Kísérő ásványok: a zeolitcsoport más ásványai, kalcit és kvarc.